# Bornia canariensis
Bornia canariensis is een tweekleppigensoort uit de familie van de Kelliidae. De wetenschappelijke naam van de soort is voor het eerst geldig gepubliceerd in 2011 door D.F. Hoeksema & Simons.